# قريدس باركتاون
قريدس باركتاون (باللاتينية: Libanasidus vittatus) هو قريدس ينتشر في أفريقيا الجنوبية وهي من جنس Libanasidus في رتبة مستقيمات الأجنحة من الحشرات.